# Sucre (paroisse civile de Falcón)
Pour les articles homonymes, voir Sucre.
Sucre est l'une des deux paroisses civiles de la municipalité de Sucre dans l'État de Falcón au Venezuela. Sa capitale est La Cruz de Taratara.

## Géographie
Hormis sa capitale La Cruz de Taratara, la paroisse civile comporte plusieurs localités dont :
- Caramón
- El Horcón
- La Cruz de Taratara